# Lijst van gedeputeerden naar de Staten-Generaal (1464)

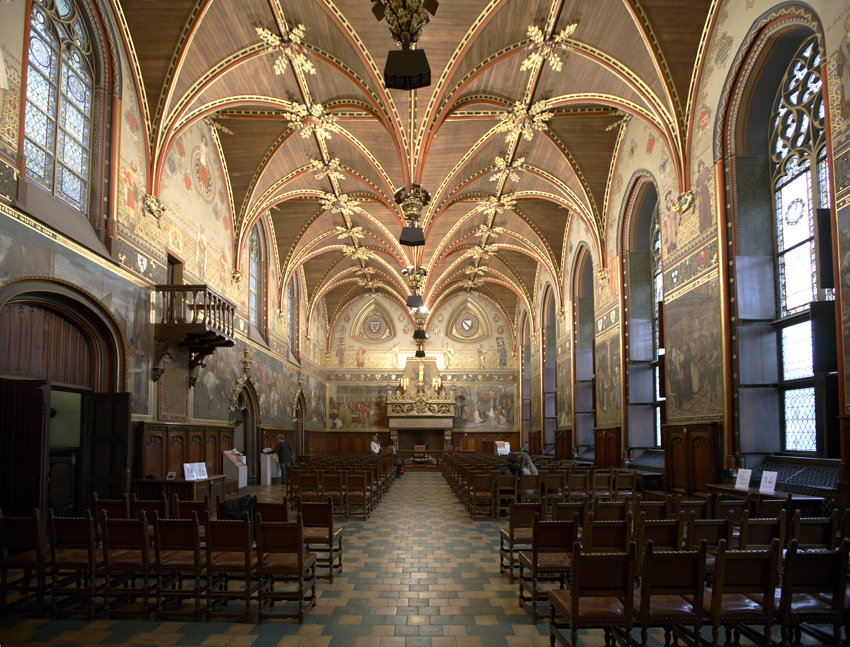
Vergaderzaal van de Staten-Generaal in het stadhuis van Brugge.

Dit is een lijst van gedeputeerden naar de Staten-Generaal ten tijde van de eerste vergadering van de Staten-Generaal van de Nederlanden, samengeroepen door Filips de Goede en gehouden in Brugge (9 januari 1464 tot 12 februari 1464).

## Geschiedenis
De 'staten' bestonden uit vertegenwoordigers van de drie standen: de adel, de clerus en de derde stand die hoofdzakelijk zo niet uitsluitend uit vertegenwoordigers van de steden bestond. Er waren al verschillende bijeenkomsten geweest van een of meerdere staten die zaken waren komen bespreken met de hertog. Maar de bijeenkomst van 9 januari 1464 in Brugge was de eerste waarop Filips de Goede alle staten die tot de Zuidelijke Nederlanden behoorden en onder zijn gezag stonden, allen samen bijeen riep.
De lijst van de deelnemers is bijlange niet volledig en vermeldt alleen de namen van personen van wie zeker is dat ze bij de vergaderingen, die tussen 9 januari en 12 februari gehouden werden, aanwezig waren. Die namen werden teruggevonden enerzijds omdat ze tijdens de bijeenkomsten het woord namen en in verslagen stonden opgetekend, anderzijds omdat in de rekeningen van de respectievelijke steden werd vermeld dat aan hen reiskosten waren uitbetaald. Om die tweede reden zijn we vooral over leden van de derde stand ingelicht, omdat die door de steden werden gestuurd en vergoed. Voor de leden van de adel en van de geestelijke stand zijn we veel minder ingelicht, aangezien een gelijkaardige bron niet bestaat.
De hertog was zelf omringd van heel wat medewerkers en hovelingen, met als voornaamste de hertog Adolf van Kleef. De woordvoerder van de staten, zowel tegenover Filips de Goede als in de onderhandelingen met Karel de Stoute, was meestal de Bourgondiër Humbert-Martin de Losne, abt van de abdij van Cîteaux.
De tijdgenoten hadden niet het gevoel dat de bijeenroeping in Brugge iets speciaals betekende en later zou doorgaan onder de naam van 'Staten-Generaal' en zou worden beschreven als een mijlpaal in de geschiedenis naar democratische vertegenwoordiging.

## Hertogdom Brabant
- Adel: de heer van Berg.
- Stad Leuven: Jan van den Burgh, burgemeester; Claes de Kersmakere; Arnoldus Kip; Gerard van Baussele; Hubrecht de Ruysche.
- Stad Lier: Jan van Brechte; Gommair Borch, Gielijs Stecke.

## Graafschap Vlaanderen
- Adel: Lodewijk van Gruuthuse.
- Stad Gent: Janne Heindricx, schepen van de Keure, Lodewijc Sceemaer, schepen; Pieter Symoens; Pieter Hueribloc.
- Stad Brugge: Filip van Aertrycke, burgemeester van de Commune; Jan III de Baenst, burgemeester van de schepenen; Gheeraert de Groote, schepen; Jan van Huerne, pensionaris. Op die in Brugge gehouden bijeenkomst waren nog meer Brugse afgevaardigden aanwezig. Hen werd echter geen vergoeding uitbetaald, zodat hun namen onbekend bleven. De vier opgetekende namen zijn die van de Brugse leden die deel uitmaakten van de afvaardiging die met Karel de Stoute in Gent ging onderhandelen en daarvoor een reisvergoeding ontvingen die in de stadsrekening voorkomt.
- Stad Ieper: Victor van Lichtervelde, raad; Roegier Bollaert, schepen; Loys van den Rijne, pensionaris.
- Brugse Vrije: Lyman van Grysperre; meester Jan van Halewijn; meester Ricquaert Utenhove.
- Stad Oudenaarde: Wauter van der Meere; Philips van Heurne.
- Stad Kortrijk: Matheus Scaes, drost; Jacob van Coyghem, schepen; Martin Vanderbanc, pensionaris.
- Stad Nieuwpoort: Michiel Willaerd; Jan de Teghelaere de jonghe; Jacob Ballinc; Jacob Wulveric.
- Stad Dendermonde: Ector van Belle; Gillis van den Ackere.

## Rijsel - Dowaai - Orchies
- Stad Rijsel: Jorres Vrédière, burgemeester; Jacques Gommer, schepen; Jehan Preud'homme, schepen; Jehan de Tenremonde, raadpensionaris; Josse Wandele, stadsklerk.
- Stad Dowaai: Jehan Daubi, schepen; Philippe Barre, schepen; meester Gille le Flamencq, stadsadvocaat.

## Graafschap Artesië
- Adel: de heer van Fretin.
- Stad Sint-Omaars: Jehan de Pardieu, raad; Jehan Flourens, raad; Emond Deule, gezworene; Jehan Daudenfort, gezworene; Jehan de Northoud, schepen; Nicole Daverhoud, schepen; Jehan Sterbecque, gezworene.
- Stad Bethune: Collinet Grault; Gerard d'Auffrey.

## Graafschap Henegouwen
- Adel: Pieter van Hénin, heer van Boussu; Godfried van Gavere, heer van Vorsen
- Stad Bergen: Gobert Joye, schepen; Amand Mathieu, schepen; Jehan Descamps, raad; Raoul de Cuesmes, raad; Raoul de la Loge, raad.
- Stad Aat: Bauduin de la Catoire.
- Raad van Henegouwen: Jean de Legas, raad bij het Hof van Bergen.

## Graafschap Holland
- Stad Leiden: Jan van den Woude, burgemeester; Willem Foeytgen van Zijl, schepen; meester Aernt Muylairt, pensionaris.
- Stad Haarlem: Jan van Huessen, burgemeester; Lodewijc van der Heyde, secretaris.

## Graafschap Namen
- Adel: Boudewijn van Humières, soeverein baljuw.
- Namen: de burgemeester; Simon de Fumalles, schepen; Jehan de Fumalles, schepen; Henry d'Oultremont, ontvanger van Namen.

## Heerlijkheid Mechelen
- Stad Mechelen: Jan van den Dale, schepen; Willem Scholf; Jan de Langhe, ontvanger; meester Diric Adriaens, secretaris.

## Graafschap Bonen
- Jacques Marchant

## Graafschap Zeeland
- Er waren afgevaardigden aanwezig, vooral als vertegenwoordigers van de stad Middelburg, maar hun namen zijn niet bekend.